# Distretto di Ganzhou
Il distretto di Ganzhou (甘州區S, Gānzhōu QūP) è un distretto della Cina, situato nella provincia del Gansu.